# Győr-Gyárváros (železniční zastávka)
Győr-Gyárváros je železniční zastávka v maďarském městě Győr, které se nachází v župě Győr-Moson-Sopron. Zastávka byla otevřena v roce 1856, kdy byla zprovozněna trať mezi Győrem a městem Komárom.

## Provozní informace
Zastávka má nástupiště z obou traťových kolejí i z koleje směr Győrszabadhegy. Ve stanici není možnost zakoupení si jízdenky a trať směr Budapešť je elektrifikovaná střídavým proudem 25 kV, 50 Hz, trať směr Győrszabadhegy není elektrifikovaná. Provozuje ji společnost MÁV.

## Doprava
Zastavují zde pouze osobní vlaky, které jezdí do Budapešti, Celldömölku, Győru a Veszprému. Projíždějí zde mezinárodní vlaky EuroCity a railjet.

## Tratě
Zastávkou prochází tyto tratě:
- Budapešť–Hegyeshalom–Rajka (MÁV 1)
- Győr–Pápa–Celldömölk (MÁV 10)
- Győr–Veszprémvarsány–Veszprém (MÁV 11)

## Galerie

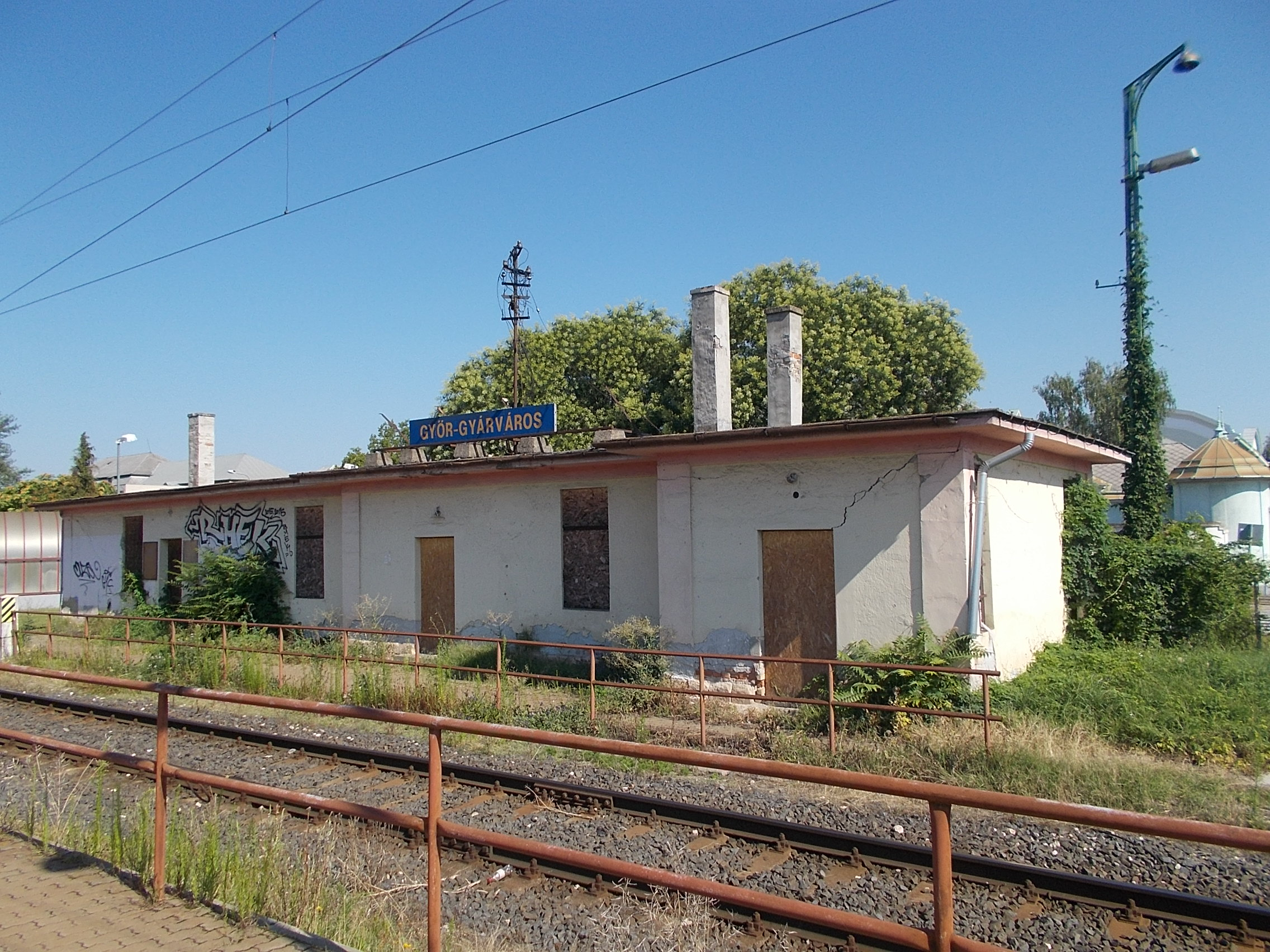
Pohled na staniční budovu.
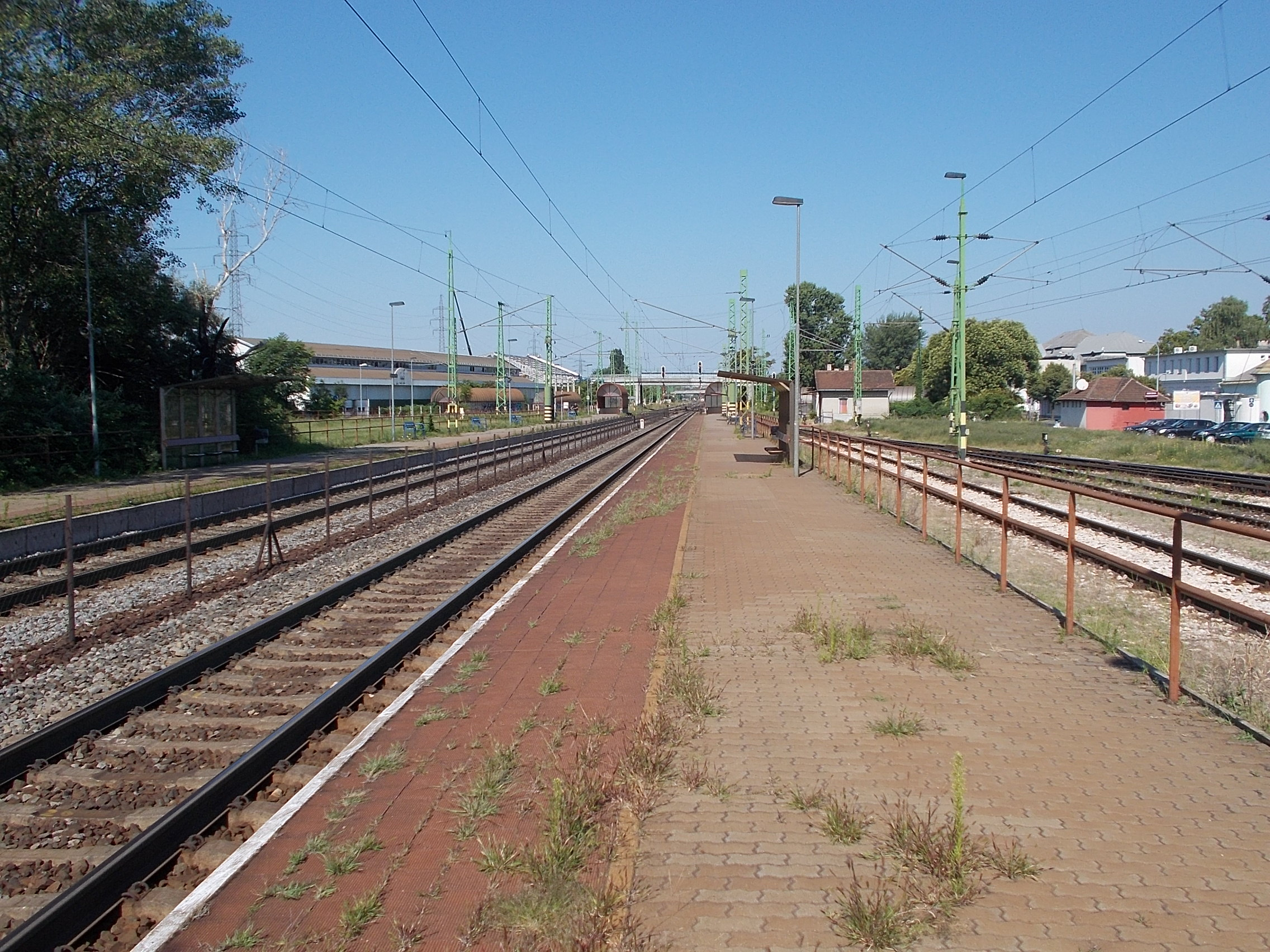
Pohled na nástupiště směr Budapešť.
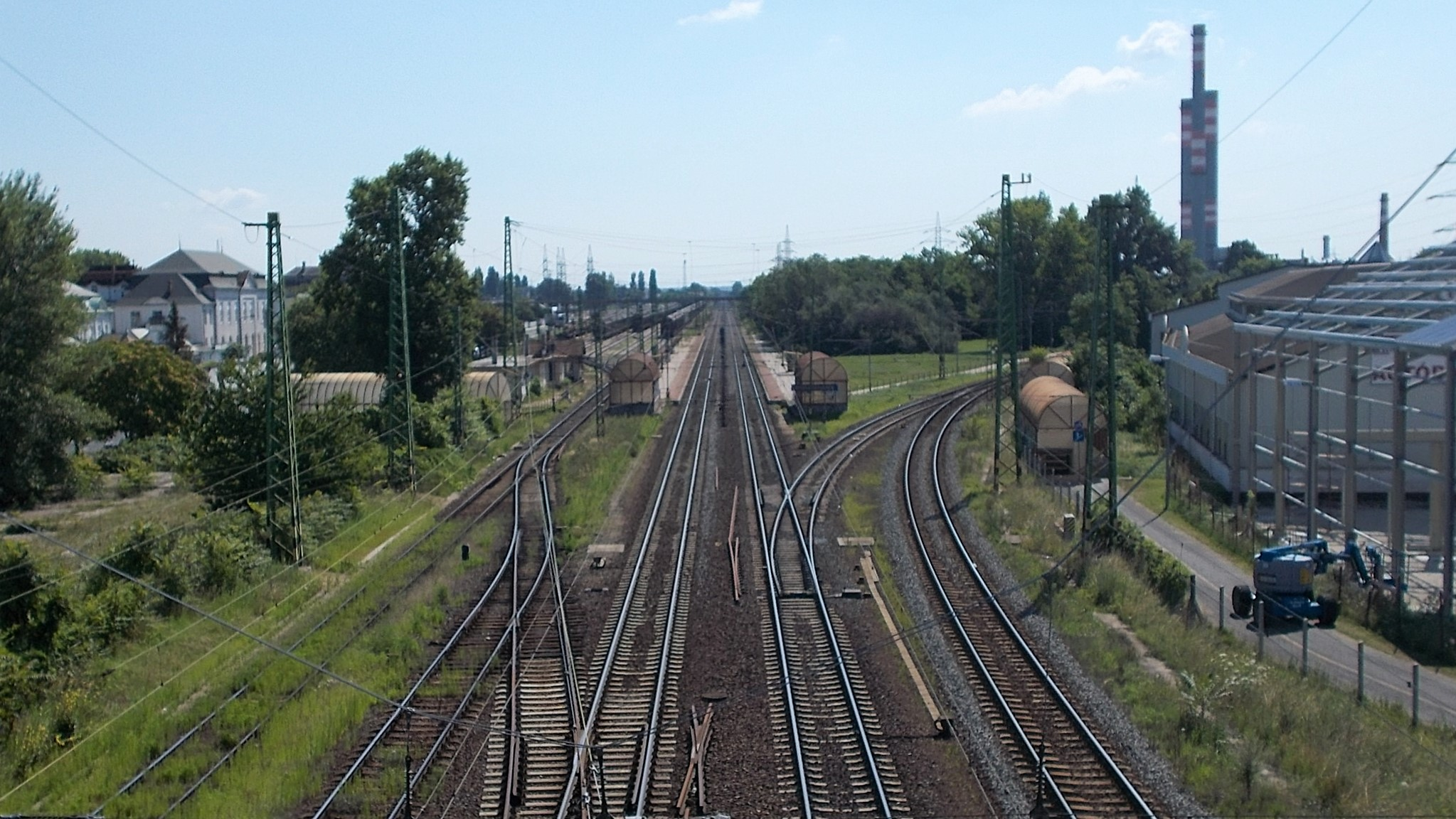
Pohled na zastávkou s odbočkou směr Győrszabadhegy.